# Поэт и муза (памятник)
Поэт и муза - памятник поэту Александру Сергеевичу Пушкину и его жене Наталье Гончаровой. Расположен в городе Волоколамск Московской области.
Памятник был открыт в г. Волоколамск 12 августа 2019 года на улице Ново-Солдатской, через дорогу от стелы «Город воинской славы».
Автором композиции является скульптор и художник из Волоколамска Виктор Черменев.
Установка памятника в городе связана с тем, что в селе Ярополец под Волоколамском располагается имение родителей Натальи Гончаровой, жены А.С. Пушкина, которая провела в усадьбе свои детские годы. Поэт дважды посещал имение в 1833 и в 1834 году.